# Qumash
Qumash (аббр. «қума́ш» — с каз. «не гони», «не сходи с ума») — казахстанский юмористический информационный проект из медиапроекта «Давай сходим!», который создан в 2019 году из резервной страницы в Instagram блогера Биржана Ашима. Проект является СМИ и представлен в социальных сетях Instagram и в мессенджере Telegram.

По мнению казахстанского медиакритика Газинура Гиздатова:
Всё самое актуальное намешано здесь с очевидно второстепенным, нередко пустяковым. Злободневно-общественное запросто соседствует со смешными или даже сюр-сюжетами, — пишет Гиздатов.
Проект был официально зарегистрирован как сетевое издание в Министерстве информации и общественного развития Республики Казахстан. Проект попал в топ-10 популярных Telegram-каналов Казахстана по версии журнала Esquire.